# Плотность населения Ирана
Плотность населения Ирана — среднее число человек, которое приходится на один квадратный километр его территории. В настоящее время (2015 г.) население Ирана равно 79,1 млн, и плотность его населения составляет 48,0 человек на 1 км².

## Динамика плотности населения Ирана
Относительно точные данные по численности (а значит, и плотности) населения Ирана (как, впрочем, и всего мира) появляются у международных организаций только с начала 1950-х гг., что совпало с началом стремительного ускорения роста населения в развивающихся странах — демографического взрыва. Эти страны, составляя большинство мирового населения, несмотря на очень низкую рождаемость стран Запада, смогли дать очень заметный толчок росту населения и всего мира. Представляется интересным сравнить динамику плотности населения Ирана с остальным миром и тремя крупнейшими по населению странами. В 1950 г. плотность населения Ирана составила только 10,4 человека на 1 км², в 1955 г. — 11,7 человек, в 1970 г. — уже 17,3, в 1985 г. — 28,7, в 2000 г. — 40,0, а в 2015 г. — 48. Таким образом, мощность демографического взрыва в Иране оказалась настолько колоссальной, что уже через 35 лет плотность (а значит, и численность) населения выросла сразу в 3 раза, а к 2015 г. — в 5 раз. Но все же заметно значительное падение относительных (впрочем как и замедление абсолютных) темпов роста плотности населения. Так, в 1955-70 гг. плотность выросла в 1,5 раз, в 1970-85 гг. — 1,7 раз, но в 1985—2000 гг. — уже только 1,4 раза, а в 2000-15 гг. — 1,2. Это связано прежде всего с огромным падением рождаемости, которое даже несмотря на снижение смертности вызвало обвальное падение естественного прироста: с 3,9 % в первой половине 1980-х гг. до 1,3 % во второй половине 2000-х гг., или сразу в 3 раза. Абсолютный рост плотности населения изменялся следующим образом: +5,6 человек на 1 км² за 1955-70 гг., +11,4 человека за 1970-85 гг., +11,3 за 1985—2000 гг. и только +8 в 2000-15 гг. (то есть почти на уровне 50-х-60-х гг.). Но даже учитывая это резкое замедление, на фоне всего мира (и особенно некоторых отдельных стран) плотность населения Ирана все равно увеличивалась, в целом, чрезвычайно быстрыми темпами.

## Сравнение динамики плотности населения Ирана с остальным миром
В мире в целом в 1950 г. плотность населения составила 18,6 человек на 1 км², в 1955 г. — 20,3; в 1970 г. — 27,1; в 1985 г. — 35,7; в 2000 г. — 45,1; в 2015 г. — 54,1. Если в Иране плотность населения выросла в 4,6 раз, то во всем мире — только в 2,9 раз; поэтому Иран, отстававший по этому показателю от всего мира в 1,9 раз, смог к настоящему времени заселить свою территорию до мирового уровня и практически преодолеть этот разрыв (он составил всего 1,1 раз). Самая населённая страна мира — Китай, увеличила свою плотность населения с 56,7 человек на 1 км² в 1950 г. до 62,4 в 1955 г., 84,2 в 1970 г., 109,7 в 1985 г. 132,3 в 2000 г. и 143,3 в 2015 г. Рост этого показателя за весь период оказался равен 2,5 раз (ниже, чем в среднем по миру), а абсолютный разрыв с Ираном снизился с 6 до 3 раз. Причём в Иране, несмотря на снижение темпов роста плотности населения, она в 2000—2015 гг. росла гораздо быстрее (1,2 раза), чем в Китае (всего 1,1 раз). В Индии, которая приближается к Китаю по численности населения, его плотность выросла с 114,5 человек на 1 км² в 1950 г. до 326,0 в 2000 г. и 398,8 в 2015 г., или в 3,5 раз, что было выше, чем в среднем по миру, но заметно ниже чем в Иране, поэтому и разрыв с Ираном уменьшился с 11 до 8,3 раз, но остался весьма значительным. Тем более что в Индии рост населения за 2000-15 гг. (1,22 раза) несколько превысил иранский показатель, поэтому сокращение разрыва в плотности населения прекратилось. В США в 1950 г. на 1 км² приходилось 16,6 человек, в 2000 г. — 29,7, а в 2015 г. — 33,8, увеличившись только в 2 раза, значительно медленнее, чем в целом по миру. Поэтому Иран, отстававший в 1950 г. от США в 1,6 раз, смог их обогнать к концу периода в 1,4 раза.

## Разница в плотности населения останов Ирана
Из-за очень больших различий в климате и природных условиях в разных регионах Ирана, а также чрезвычайно интенсивной урбанизации — массовой миграции из сёл в города, — плотность населения в разных провинциях (останах) Ирана колоссально различается. Так, по переписи 2011 г. при плотности населения в целом по стране 46 человек на 1 км², она варьировала от крайне высокой — 890 человек на 1 км² в провинции Тегеран, где располагается столица страны, и 471 в Альборзе, до крайне низкой — 8 в Йезде, 7 в Южном Хорасане и 6 в Семнане.